# 롭 위트만
로버트 조셉 위트먼(Robert Joseph Wittman, 1959년 2월 3일 ~ )는 미국의 정치인이다.

## 학력
- 버지니아 공과대학교 이학사
- 노스캐롤라이나 대학교 채플힐 공중 보건 석사
- 버지니아 커먼웰스 대학교 철학박사

## 경력
- 2006.01 ~ 2007.12 제154대 버지니아주 제99선거구 하원의원
- 2007.12 ~ 제110~대 미국 버지니아주 제1선거구 연방하원의원

## 역대 선거 결과
| 선거명        | 직책명                        | 대수  | 정당   | 득표율 | 득표수    | 결과 | 당락                     |
| ------------- | ----------------------------- | ----- | ------ | ------ | --------- | ---- | ------------------------ |
| 2005년 선거   | 하원의원 (버지니아 제99선거구 | 154대 | 공화당 | 61.57% | 13,360표  | 1위  | 버지니아 주의원 당선     |
| 2007년 선거   | 하원의원 (버지니아 제99선거구 | 155대 | 공화당 | 98.91% | 17,903표  | 1위  | 버지니아 주의원 당선     |
| 2007년 재선거 | 하원의원 (버지니아 제1선거구) | 110대 | 공화당 | 60.77% | 42,772표  | 1위  | 버지니아주 하원의원 당선 |
| 2008년 선거   | 하원의원 (버지니아 제1선거구) | 111대 | 공화당 | 56.58% | 203,839표 | 1위  | 버지니아주 하원의원 당선 |
| 2010년 선거   | 하원의원 (버지니아 제1선거구) | 112대 | 공화당 | 63.87% | 135,564표 | 1위  | 버지니아주 하원의원 당선 |
| 2012년 선거   | 하원의원 (버지니아 제1선거구) | 113대 | 공화당 | 56.29% | 200,845표 | 1위  | 버지니아주 하원의원 당선 |
| 2014년 선거   | 하원의원 (버지니아 제1선거구) | 114대 | 공화당 | 62.90% | 131,861표 | 1위  | 버지니아주 하원의원 당선 |
| 2016년 선거   | 하원의원 (버지니아 제1선거구) | 115대 | 공화당 | 59.86% | 230,213표 | 1위  | 버지니아주 하원의원 당선 |
| 2018년 선거   | 하원의원 (버지니아 제1선거구) | 116대 | 공화당 | 55.18% | 183,250표 | 1위  | 버지니아주 하원의원 당선 |
| 2020년 선거   | 하원의원 (버지니아 제1선거구) | 117대 | 공화당 | 58.15% | 260,614표 | 1위  | 버지니아주 하원의원 당선 |
| 2022년 선거   | 하원의원 (버지니아 제1선거구) | 118대 | 공화당 | 55.97% | 191,828표 | 1위  | 버지니아주 하원의원 당선 |
| 2024년 선거   | 하원의원 (버지니아 제1선거구) | 119대 | 공화당 | 56.31% | 269,657표 | 1위  | 버지니아주 하원의원 당선 |

## 참고 자료
- 위키미디어 공용에 롭 위트만 관련 미디어 분류가 있습니다.